# Outlaw King
Outlaw King är en historisk actionfilm om Robert I av Skottland, den skotske kungen från 1300-talet som startade ett gerillakrig mot den överlägsna engelska armén. Filmen utspelar sig under en 3 år lång period från 1304, då Bruce bestämmer sig för att göra uppror mot kung Edward I:s regim över Skottland och därigenom bli en "fredlös" man, till det avgörande slaget vid Loudoun Hill 1307. Filmen skrevs, producerades och regisserades av David Mackenzie. Filmens roller spelas av Chris Pine, Aaron Taylor-Johnson, Florence Pugh, Billy Howle, Tony Curran, Callan Mulvey, Stephen Dillane och Alan Cooney.
Filmen hade premiär på Toronto International Film Festival den 6 september 2018 och släpptes på Netflix den 9 november 2018.

## Rollista
- Chris Pine − Robert I av Skottland
- Aaron Taylor-Johnson − James Douglas, lord av Douglas[5]
- Florence Pugh − Elizabeth de Burgh[6]
- Billy Howle − Edward, prins av Wales[7]
- Tony Curran − Angus MacDonald[8][9]
- Lorne MacFadyen − Neil Bruce
- Alastair Mackenzie − Lord Atholl[10]
- James Cosmo − Robert de Brus, 6:e lorden av Annandale[11]
- Callan Mulvey − John III Comyn, lord av Badenoch[12]
- Stephen McMillan − Drew Forfar
- Paul Blair − Biskop Lamberton
- Stephen Dillane − Kung Edward I av England
- Steven Cree − Christopher Seton[13]
- Kim Allan − Isabella MacDuff, grevinnan av Buchan
- Sam Spruell − Aymer de Valence, 2:e earlen av Pembroke
- Rebecca Robin − Margareta av Frankrike, Englands drottning
- Stewart Brown − Ginger
- Jamie Maclachlan − Roger De Mowbray
- Benny Young − Sir Simon Fraser
- Clive Russell − Lord MacKinnon av Skye
- Josie O'Brien − Marjorie Bruce